# Ankylopteryx
Ankylopteryx är ett släkte av insekter. Ankylopteryx ingår i familjen guldögonsländor.

## Dottertaxa tillAnkylopteryx, i alfabetisk ordning[1]
- Ankylopteryx alluaudi
- Ankylopteryx anomala
- Ankylopteryx basalis
- Ankylopteryx braueri
- Ankylopteryx buettikoferi
- Ankylopteryx collarti
- Ankylopteryx decormei
- Ankylopteryx delicatula
- Ankylopteryx doleschalii
- Ankylopteryx exquisita
- Ankylopteryx fastuosa
- Ankylopteryx feae
- Ankylopteryx ferruginea
- Ankylopteryx fraterna
- Ankylopteryx gracilis
- Ankylopteryx immaculata
- Ankylopteryx insularis
- Ankylopteryx lambillioni
- Ankylopteryx laticosta
- Ankylopteryx lii
- Ankylopteryx magnimaculata
- Ankylopteryx modesta
- Ankylopteryx nepalensis
- Ankylopteryx nepheloptera
- Ankylopteryx nesiotica
- Ankylopteryx nonelli
- Ankylopteryx obliqua
- Ankylopteryx octopunctata
- Ankylopteryx overlaeti
- Ankylopteryx pallida
- Ankylopteryx pallidula
- Ankylopteryx perpallida
- Ankylopteryx polychlora
- Ankylopteryx polygramma
- Ankylopteryx pusilla
- Ankylopteryx quadrimaculata
- Ankylopteryx quadrimaculosa
- Ankylopteryx rhodocephala
- Ankylopteryx rieki
- Ankylopteryx scioneura
- Ankylopteryx scioptera
- Ankylopteryx splendidissima
- Ankylopteryx tanana
- Ankylopteryx tesselata
- Ankylopteryx tibetana
- Ankylopteryx tristicta
- Ankylopteryx vanharteni
- Ankylopteryx venusta